# احمدآباد مشیر
احمدآباد مشیر یا ملاباشی، روستایی در دهستان فهرج بخش مرکزی شهرستان یزد در استان یزد ایران است.

## جمعیت
بر پایه سرشماری عمومی نفوس و مسکن در سال ۱۳۹۵، جمعیت این روستا برابر با ۲٬۷۴۴ نفر (۷۰۱ خانوار) بوده است.